# لويس ماريا مارتينيز
لويس ماريا مارتينيز (بالإسبانية: Luis María Martínez)‏ هو قسيس وشاعر مكسيكي، ولد في 9 يونيو 1881 في ميتشواكان في المكسيك، وتوفي في 9 فبراير 1956 في مدينة مكسيكو في المكسيك.